# Харитон Василь Ярославович
Василь Ярославович Харитон [псевд. і крипт.: Василів В., Царук В., Черніїв В., В. Х., В. Ч.] (* 12 квітня 1963, с. Черніїв Тисменицького району Івано-Франківської області) —  український педагог, історик-краєзнавець, журналіст, головний редактор краєзнавчого та літературно-мистецького журналу «Снятин».  Автор двадцяти п’яти книг, великої кількості краєзнавчих досліджень про історію населених пунктів Івано-Франківської області, суспільно-політичний рух на Прикарпатті.

## Біографія
Народився 12 квітня 1963 року у с. Чернієві Тисменицького району Івано-Франківської області у сім'ї професійного співака-вокаліста. У 1986–1991 роках навчався на історичному факультеті Івано-Франківського педагогічного інституту, а пізніше − на психологічному факультеті Прикарпатського національного університету ім. В. Стефаника (1994). У студентські роки брав активну участь у навчально-дослідній роботі, займався культурно-освітньою діяльністю. 2004 року очолив товариство «Просвіта» у рідному селі. Педагогічну діяльність розпочав у Березівській неповній середній школі (1987). Краєзнавчу діяльність веде з кінця 80-х рр. XX ст.  
У цей час багато співпрацює з українськими періодичними виданнями — «Вперед»,  «Галичина», «Голос Покуття»,  «За Незалежність», «Захід», «Західна Україна», «Західний кур’єр», «Краєзнавець Прикарпаття», «Нова Зоря», «Новини Підгір’я», «Світ Молоді»,  «Тисмениця: вчора, сьогодні, завтра», іншими провідними друкованими виданнями Івано-Франківщини та західного регіону України.
У 1993 р. видав свою першу книгу «На Чорній Бистриці село (нариси з історії Чернієва: 1399 – 1939)». 2000 року у співавторстві з доктором історичних наук, академіком Володимиром Грабовецьким опублікував брошуру «Старожитності Тисмениччини. Випуск І. Соціально-економічне становище селян та національно-визвольний рух і антишляхетська опозиція на Тисмениччині в XVII – XVIII ст.».
У 1994−1999 рр. працював у Черніївській ЗОШ I−III ст. З 1999 р..мешкає на Снятинщині. Виявив та у 2006 р. опублікував спогади Василя Равлюка (голови снятинської філії «Просвіти» у першій третині XX ст.) про «Покутську трійцю» (Василя Стефаника, Леся Мартовича, Марка Черемшини). Від 2009 року – штатний науковий співробітник Снятинського літературно-меморіального музею Марка Черемшини. Тут плідно займається науково-пошуковою роботою. Виступив чільним співорганізатором науково-практичних конференції «Снятин, Снятинщина: історія і сьогодення» (2008) та «На варті доленосних літ» (2009), присвяченій столітньому ювілею ратуші Снятинського магістрату. У 2004 р. разом із Володимиром Карим та Михайлом Тимофійчуком відновив у м. Снятині вихід краєзнавчого та літературно-мистецького журналу «Снятин» (з 1968 по 1976 роки 14 чисел журналу «Снятин. Зв’язковий міста та околиць» видав в американському Детройті покутянин Михайло Бажанський, почесний громадянин м. Снятина). Очолив редакційну колегію. 
Василь Харитон також відомий як редактор ряду краєзнавчих видань Буковини і Прикарпаття інших авторів, зокрема, Василя Босака «Романківці: на історичних перехрестях» (2004 р.), Івана Королюка «Село на Галицькому гостинці. Історико-краєзнавчий нарис про Ганьківці» (2005), Михайла Розвадовського «Моє лелечине село» (2005) та ін.
Василь Харитон – лауреат літературно-мистецьких премій ім. Марка Черемшини (2001), ім. Марійки Підгірянки (2005), премії ім. Івана Вагилевича Івано-Франківської обласної ради Українського товариства охорони пам'яток історії та культури (2007), премії ім. Василя Стефаника в галузі літератури (2011), а також премій ім. Романа Федоріва в галузі літератури (2013) та ім. Володимира Полєка (2013). Він – член Всеукраїнського товариства «Просвіта» ім. Тараса Шевченка (з 1998), Національної спілки журналістів України (з 2006), Всеукраїнської спілки краєзнавців (з 2007), Національної спілки краєзнавців України (з 2010). Член колегії Івано-Франківської обласної організації НСКУ. Член правління Снятинського райміськоб'єднання «Просвіти». Нагороджений відзнакою-медаллю «За заслуги перед Покуттям» Снятинської районної ради та районної державної адміністрації (2010) та найвищою відзнакою «Просвіти» − медаллю «Будівничий України» (2013), є почесним членом наукової ради Івано-Франківського державного історико-меморіального музею Олекси Довбуша.

## Праці
Зацікавлення дослідника: історія міст і сіл Прикарпаття, «забуті» культурно-громадські та політичні діячі України, національні товариства й організації. Найважливіші історико-краєзнавчі праці Василя Харитона присвячені снятинському Покуттю. З-під пера Василя Харитона вийшли друковані видання з історії Чернієва (1993), Хриплина (1995), Лисця (1999), Пшеничників (1999), Тулови (2002), окремі з них – у співавторстві. Крім того, опублікував брошури і книги: «Просвіта» в Тисмениці» (1994), «Замки Галицької землі. З історії фортифікаційного будівництва на Прикарпатті в XIV – XVIII століттях» (1998), «Старожитності Тисмениччини. Вип. І. Соціально-економічне становище селян та національно-визвольний рух і антишляхетська опозиція селян Тисмениччини в XVII-XVIII ст.» [співавт.: В. Грабовецький] (2000), «Снятин над Прутом. Частина І. Нариси історії міста від найдавніших часів до початку ХХ ст.» [співавт.: М.Тимофійчук] (2003), «Пам'яттю серця зігріті. Історія Снятинщини в літературно-мистецьких пам'ятках 1914 – 2004 рр.» [співавт.:  Я. Романюк, Д. Чабан] (2004), «Духовні святині Снятинщини. Пам'ятки церковного будівництва з останньої чверті XVIII – до початку ХХІ ст.» [співавт.: Я. Романюк, Д. Чабан] (2004), «Снятинщина: місцеве самоврядування (четверте демократичне скликання). Інформаційно-довідниковий збірник про історію, демографію, інфраструктуру» (2005), «Сліди, вкарбовані у вічність. Іван Франко і Снятинщина: статті та матеріали» [співавт.: М. Попадюк (2006), «З історії суспільно-політичного руху в Галичині і на Покутті наприкінці ХІХ на початку ХХ ст.» (2007), «Снятин. Погляд крізь час: історичні ескізи» (2007), «Нескорені Тучапи: сторінки пам’яті про примусове переселення» (2010),  «Населені пункти Снятинщини. Історичне минуле, культурні традиції, персоналії» (2010, 2012) та літературно-документальний диптих «Покутяни» (2010) про Василя Стефаника.
Василь Харитон уперше в Україні перевидав твори Дмитра Солянича – селянина з Устя, культурно-громадського активіста, котрий із Кирилом Трильовським стояв біля витоків січового руху на Покутті. Книжка Д. Солянича «Хто винуватий?» (уперше опублікована 1932 р. у Канаді), де вміщено оповідання та листи до Івана Франка, вийшла у світ 2004 року у снятинському видавництві «Прут Принт». За двадцять п'ять років творчої діяльності опублікував 25 книг та брошур, понад 200 статей у пресі, в наукових та науково-популярних часописах. Взяв активну участь у роботі над знаковою книгою «Покуття. Історико-етнографічний нарис» (2010). За значний внесок у розвиток краєзнавчого руху України нагороджений грамотою Національної спілки краєзнавців України за підписом голови спілки, члена-кореспондента НАН України О. П. Реєнта [рішення Президії правління Національної спілки краєзнавців України від 30 вересня 2012 року, протокол № 3